# 澤野克里介
澤野克里介（学名：Krithe sawanensis）为荊花介科克里介屬下的一个种。